# 秋月瞳
秋月 瞳（あきづき ひとみ）は、日本の占星術師。別名 秋月智朱。植田訓央の影響で占星術師を志した。

## 他の風水師による誹謗中傷被害
2012年10月頃より2年以上「2ちゃんねる」にて、他の風水師より事実無根の誹謗中傷被害を繰り返し受けたことにより法的処置を取り、裁判で勝訴したことを発表した。また刑事責任の追及も視野に入れているという。

## 著書
- 決定版西洋占星術実修（学習研究社）ISBN 4054041922
- 大暗界ハードアスペクト占星術（小学館）ISBN 4093101264 ※秋月智朱名義
- 癒しでは生きられないあなたへ（幻冬舎コミックス） ※秋月智朱名義